# Ann Peterson
Ann Peterson (n. 16 iunie 1947, Kansas City, Missouri, SUA) este o săritoare în apă ce a reprezentat Statele Unite ale Americii, medaliată olimpică. A participat la o ediție a Jocurilor Olimpice (1968) în care a câștigat o medalie de bronz.

## Participări
Lista de mai jos prezintă principalele competiții la care a participat Ann Peterson de-a lungul carierei.
- diving at the 1968 Summer Olympics – women's 10 metre platform[*]